# Anakiti
Gli Anakiti (o Anachiti, o Anakim, in ebraico אנקים‎?) sono una delle popolazioni citate nell'Antico Testamento (Numeri, Deuteronomio e Libro di Giosuè).

## Descrizione e storia
Nella Bibbia, essi vengono descritti come una popolazione di temibili giganti che risiedeva nella Terra di Canaan.
Il capostipite degli Anakiti era Anac, da cui questi hanno preso il nome: gli Anakiti vengono, infatti, chiamati anche "figli di Anac". La loro capitale era Kiryat Sefer.
Nella Bibbia si dice anche che furono infine sconfitti dal condottiero Giosué.